# 沿ドニエストル地域
沿ドニエストル地域（えんドニエストルちいき）、またはトランスニストリア（Transnistria）は、未承認の国家である沿ドニエストル共和国（トランスニストリア）が実効支配する地域に対してモルドバ政府が公式に設置した、特別な法的地位を有する行政区画である。モルドバによる公式名称はドニエステル左岸行政区画（ルーマニア語: Unitățile Administrativ-Teritoriale din stînga Nistrului、ロシア語: Административно-территориальные единицы левобережья Днестра、ウクライナ語: Автономне територіальне утворення з особливим правовим статусом Придністров'я、英語: The Administrative-Territorial Units of the Left Bank of the Dniester）である。

## 概要
1991年のソビエト連邦崩壊後、旧モルダヴィア・ソビエト社会主義共和国の領土をめぐり、モルドバとドニエストル左岸地域の未承認国家（沿ドニエストル共和国）の間でトランスニストリア戦争が勃発した。戦争はロシアの支援を得た沿ドニエストル共和国が勝利し、ドニエステル左岸地域の大部分に対して、沿ドニエストル共和国による実効支配が続くこととなった。モルドバは引き続き同地域の領有権を主張している。沿ドニエストル共和国はほとんどの国から承認されておらず、国際的に当地域はモルドバの一部と認められている。このため、モルドバ政府はこの地域に関する「特別な法的地位の基本原則に関する法律」を制定し、2005年7月22日、特別な法的地位を有する自治地域としてドニエステル左岸行政区画が設立された。

## 領域

沿ドニエストル共和国の実効支配地域および領有権を主張する地域

モルドバ政府によるドニエステル左岸行政区画の領域は、沿ドニエストル共和国が実効支配する領域とほぼ一致しているが、次の2つの重要な違いがある。
- ベンデル（ティギナ）は沿ドニエストル共和国が実効支配しているが、ドニエステル左岸行政区画からは除外されている。ベッサラビアの歴史地域の一部である。

- 沿ドニエストル共和国が領有権を主張しているが、モルドバの支配が及んでいる地域がドゥベサリ県、カウシェニ県、アネニイ・ノイ県に存在する。これらはドニエステル左岸行政区画から除外されている。

## 下位区分
モルドバ政府によると、1市（基礎自治体）と9つの町、2つの集落が存在する。なお沿ドニエストル共和国は独自の行政区画を使用している（沿ドニエストル共和国の行政区画を参照）。

## 行政
ドニエステル左岸行政区画を定める法律では、この地域は自由、透明、民主的な選挙に基づき最高評議会を選出することとなっている。最高評議会はその後、地域の行政機関を正式に設立するための基本法を採択することとなる。またこの地域は、モルドバの国章と併用して独自のシンボルを採用する権利を有する。公用語は、ラテン文字によるモルドバ語、ロシア語、ウクライナ語とする。この地域は経済的、技術的、科学的、人道的な目的のために他国と関係を築くことが可能である。